# Teatrul Național din Varșovia

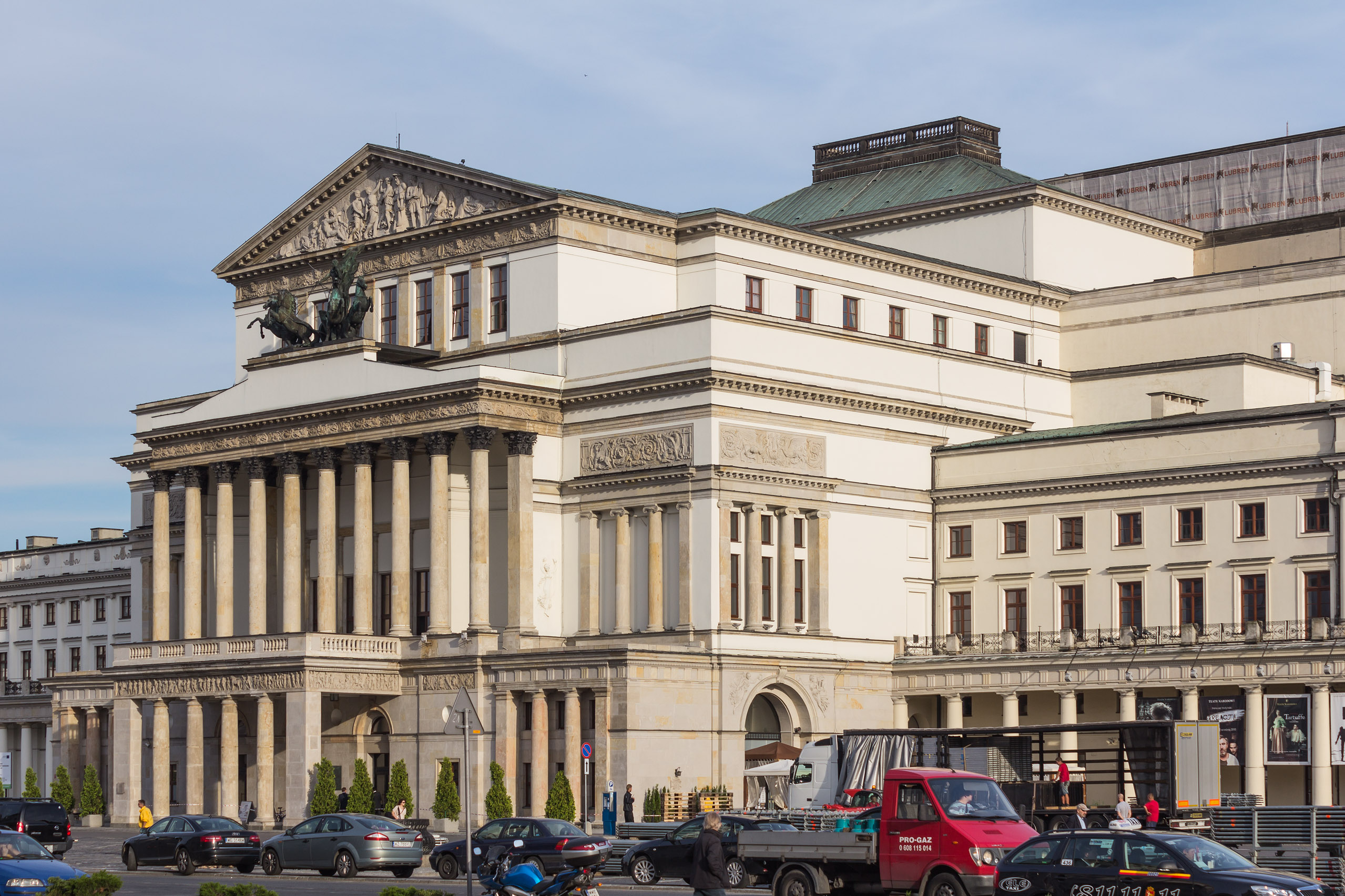
Complexul teatral din Piaţa Teatrului din Varşovia

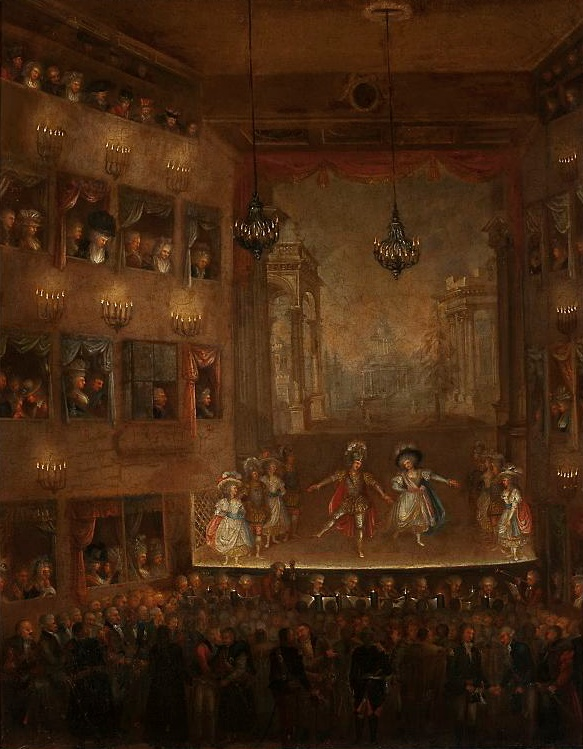
Joacă în prezența regelui Stanisław Augustus, 1790. Pictura descrie interiorul primului Teatrului Național din Varșovia, situat în Piața Krasiński

Teatrul Național (în poloneză Teatr Narodowy) din Varșovia, Polonia, a fost fondat în 1765, de-a lungul iluminismului polonez, de ultimul monarh al țării, Stanisław August Poniatowski. Teatrul împarte complexul Teatrului Mare de pe Piața Teatrului din Varșovia cu un alt loc de importanță națională a Poloniei, Opera Națională.

## Istorie
Opera a fost adus în Polonia de viitorul rege Władysław IV Vasa în termen de douăzeci de ani de la primele prezentări de operă din Florența În 1628 el a invitat prima companie de operă italiană la Varșovia. Când s-a urcat pe tronul Poloniei în 1632, el a construit un teatru în castelul său unde au fost produse spectacole regulate de opera de o companie italiană sub regia lui Marco Scacchi.
Primul teatru de operă public din Polonia, Operalnia din Varșovia, a fost deschis pe 3 iulie 1748. Acesta a fost situat în Grădina Saxonă (la intersecția de astăzi a străzii Marszałkowska cu strada Królewska) și a funcționat sub patronajul regal. Clădirea Operalnia a fost ridicată în 1725 la inițiativa lui Augustus al II-lea, care costa 5000 de ducați, ca o structură dreptunghiulară divizată în trei părți.
Din 1774 opera, teatrul și baletul au avut loc în Palatul Radziwiłł (azi resedința oficială a președintelui Poloniei). Prima operă poloneză a avut loc acolo la 11 iulie 1778, Sărăcia aduce fericire a lui Maciej Kamieński, cu libretul lui Wojciech Bogusławski bazat pe o comedie de Franciszek Bohomolec.
În 1779-1833 spectacolele au avut loc într-o nouă clădire de teatru de pe Piața Krasiński, mai târziu fiind numit Teatrul Național Teatrul a fost fondat în 1765, de-a lungul iluminismului polonez, de ultimul monarh al țării, Stanisław August Poniatowski. Cunoscut ca tatăl Teatrului Național polonez, Bogusławski a fost un actor de renume, cântăreț, director, dramaturg și antreprenor. De asemenea, la Teatrul Național, de la 1785 o trupă de dansatori a Majestății Sale (condusă de către maeștrii de balet François Gabriel Le Doux din Paris și Daniel Curz of Veneția) și-a început activitatea. La acest teatru, la 17 martie 1830, a avut loc premiera Concertului de pian nr.1 în E minor, Op. 11 a lui Chopin. Închis după Revolta din Noiembrie, în 1924 Teatrul Național a fost relansat sub A Doua Republică Poloneză.
În Republica Populară Polonă (1945–89), calitatea producțiilor teatrului a fost uneori afectată negativ de presiunile guvernamentale.

## Legături externe
- Pagina web a Teatrului

## Vezi și
- Teatrul în Polonia
- Jan Englert
- Teatrul Polonez din Varșovia